# ريتشل تان
ريتشل تان هي نجمة اجتماعية ماليزية، ولدت في 5 مايو 1982 في نكري سمبيلن في ماليزيا.